# Ivanhoe (film 1952)
Ivanhoe  è un film del 1952 diretto da Richard Thorpe.
Si tratta di un remake di due film precedenti, girati entrambi nel 1913, ossia il britannico Ivanhoe, diretto da Leedham Bantock e uscito in sala in luglio, e lo statunitense Ivanhoe, prodotto dall'IMP.

## Trama

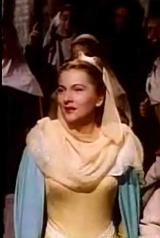
L'attrice Joan Fontaine nei panni di Lady Rowena

Dopo aver preso parte alla Terza crociata, re Riccardo Cuor di leone sulla via del ritorno dalla Terra santa viene fatto prigioniero da Leopoldo, duca d'Austria. Il sassone Wilfred d'Ivanhoe, tornato in patria con l'impegno di trovare il riscatto con cui liberare il re, deve guardarsi dalle insidie dell'usurpatore Giovanni Senza Terra e dei suoi alleati normanni, capeggiati da Brian di Bois-Guilbert. Nel torneo che lo vede sfidare da solo quattro normanni, esce vincitore ma ferito e l'ebrea Rebecca, figlia del ricco Isacco, si prende cura di lui. Bois-Guilbert, fomentato da Giovanni, rapisce sir Cedric (padre di Ivanhoe), Isacco, Rebecca e Rowena, fidanzata di Ivanhoe. Ivanhoe si offre come ostaggio per liberare suo padre e viene fatto prigioniero ma troverà aiuto nei ribelli di sir Locksley e nella comunità ebraica. I fedeli di Riccardo assaltano il castello e Bois-Guilbert riesce a fuggire trascinando con sé Rebecca. Questa viene accusata di stregoneria dai normanni e condannata al rogo, ma Ivanhoe si appella al verdetto, chiedendo un'ordalia e sfida il delegato del re, Bois-Guilbert, all'ultimo sangue; quasi sconfitto, l'arrivo del re Riccardo, finalmente liberato e che riacquista il trono, salva Ivanhoe e Rebecca, facendo infine tornare la pace in Inghilterra.

## Produzione
Le avventure cavalleresche raccontate nel romanzo omonimo di Walter Scott servono da canovaccio per una delle più smaglianti superproduzioni Metro-Goldwyn-Mayer girate negli Elstree Studios, in Inghilterra, e in Scozia per gli esterni.
L'alternarsi di scene di massa e tornei cavallereschi a momenti più intimisti rende ancor oggi piacevole il film e fa passare in secondo piano i molti errori storici, per esempio le armature dei cavalieri, tipiche della prima metà del XV secolo, mentre le vicende narrate si riferiscono al XII secolo. Ma la sua vera originalità è l'accorato appello umanitario in favore di una fratellanza fra gentili ed ebrei che ritorna insistentemente nel film.

## Riconoscimenti
- 1953 - Premio Oscar
  - Candidatura Miglior film a Pandro S. Berman
  - Candidatura Migliore fotografia a Freddie Young
  - Candidatura Miglior colonna sonora a Miklós Rózsa
- 1953 - Golden Globe
  - Candidatura Miglior film promotore di amicizia internazionale
  - Candidatura Miglior colonna sonora a Miklós Rózsa